# Rábaszentmihály
Rábaszentmihály är en ort i Ungern. Den är belägen i provinsen Győr-Moson-Sopron, i den västra delen av landet, 120 km väster om huvudstaden Budapest. Rábaszentmihály ligger 113 meter över havet och antalet invånare är 512.
Terrängen runt Rábaszentmihály är mycket platt. Runt Rábaszentmihály är det ganska glesbefolkat, med 45 invånare per kvadratkilometer. Närmaste större samhälle är Győr, 19,2 km nordost om Rábaszentmihály. Trakten runt Rábaszentmihály består till största delen av jordbruksmark.
Trakten ingår i den hemiboreala klimatzonen. Årsmedeltemperaturen i trakten är 11 °C. Den varmaste månaden är juli, då medeltemperaturen är 23 °C, och den kallaste är december, med −4 °C. Genomsnittlig årsnederbörd är 922 millimeter. Den regnigaste månaden är september, med i genomsnitt 103 mm nederbörd, och den torraste är mars, med 50 mm nederbörd.